# Provence Basket
Il Provence Basket è una società cestistica avente sede a Fos-sur-Mer, in Francia. Fondata nel 1972, gioca nel massimo campionato francese.

## Roster 2021-2022
Aggiornato al 14 dicembre 2021.
|    | Naz.                                               | Ruolo | Sportivo           | Anno | Alt. | Peso |  |
| -- | -------------------------------------------------- | ----- | ------------------ | ---- | ---- | ---- |  |
| 0  | Stati Uniti (bandiera)                             | P     | Jamar Diggs        | 1988 | 188  | 82   |  |
| 2  | Francia (bandiera) · Mali (bandiera)               | A     | Sadio Doucouré     | 1992 | 201  | 98   |  |
| 3  | Stati Uniti (bandiera) · Germania (bandiera)       | G     | Kevin McClain      | 1996 | 191  | 86   |  |
| 5  | Stati Uniti (bandiera)                             | P     | D'Mitrik Trice     | 1996 | 183  | 83   |  |
| 6  | Guinea (bandiera) · Francia (bandiera)             | G     | Ousmane Kaba       | 2002 | 195  |      |  |
| 7  | Francia (bandiera)                                 | PG    | Jordan Degre       | 2001 | 193  |      |  |
| 8  | Francia (bandiera)                                 | P     | Édouard Choquet    | 1988 | 188  | 75   |  |
| 10 | Francia (bandiera)                                 | AC    | Bodian Massa       | 1997 | 205  | 100  |  |
| 15 | Stati Uniti (bandiera)                             | AG    | Zachery Peacock    | 1987 | 203  | 107  |  |
| 22 | Stati Uniti (bandiera) · Azerbaigian (bandiera)    | AG    | Nik Caner-Medley   | 1983 | 203  | 106  |  |
| 24 | Stati Uniti (bandiera) · Liberia (bandiera)        | AP    | Lasan Kromah       | 1991 | 198  | 91   |  |
| 31 | Francia (bandiera)                                 | A     | Jean-Michel Mipoka | 1985 | 198  | 105  |  |
| 43 | Stati Uniti (bandiera)                             | AC    | Terell Parks       | 1991 | 204  | 113  |  |
| 72 | Francia (bandiera) · Rep. Centrafricana (bandiera) | AP    | Allan Dokossi      | 1999 | 203  | 97   |  |
|    | RD del Congo (bandiera) · Belgio (bandiera)        | C     | Kevin Tumba        | 1991 | 206  | 111  |  |

### Staff tecnico
| Allenatore:      | Rémi Giuitta                      |
| Vice allenatore: | Karim Remil, Jean-Philippe Besson |

## Cestisti
- Edwin Draughan 2008-2010
- Darnell Harris 2017